# Isaac Cruikshank
Isaac Cruikshank (Edimburgo, 1764 – Londra, 1811) è stato un illustratore e caricaturista britannico.
Nato a Edimburgo, svolse la maggior parte della sua carriera a Londra. Cruikshank è noto per la sua satira sociale e politica. Anche i suoi figli Isaac Robert Cruikshank e George Cruikshank divennero artisti, e il secondo in particolare ottenne fama come illustratore e caricaturista.

## Biografia
Isaac Cruikshank nacque nel 1764 da Elizabeth Davidson (nata nel 1725 ca.), figlia di un giardiniere, ed Andrew Crookshanks (c. 1725–c. 1783), un ex ispettore delle dogane, espropriato per il suo ruolo nell'insurrezione giacobita del 1745. Isaac crebbe nella parrocchia di New North Kirk a Edimburgo, dopo che la sua famiglia vi si trasferì. Era il figlio minore, ed era interessato a tutti i tipi di passatempi, inclusi lo sport e la musica. Studiò pittura con un artista locale, probabilmente John Kay (1742–1826).
Nel 1783 Cruikshank lasciò la Scozia per recarsi a Londra con il suo maestro. Là il 14 agosto 1788, sposò Mary MacNaughton (1769–1853). La coppia ebbe cinque figli noti, due dei quali morino nell'infanzia. Una figlia, Margaret Eliza (1808–1825), un'artista promettente, morì all'età di diciotto anni di tubercolosi. I loro figli Isaac Robert (1789–1856) e George (1792–1878), come già detto, divennero anch'essi importanti artisti.
Le prime pubblicazioni conosciute di Cruikshank furono incisioni all'acquaforte di "tipi" di Edimburgo, del 1784. La sua prima acquaforte con una caricatura chiamata Scotch Eloquence (Eloquenza scozzese) rappresentava personaggi di Edimburgo. Produsse illustrazioni per libri sul teatro, fece il frontespizio di Witticisms and Jests of Dr Johnson (Arguzie e gesti del dr. Johnson, 1791), e illustrò l'ampia General Zoology (Zoologia generale, 1800–26) di George Shaw. I suoi acquerelli furono esposti ma, per guadagnarsi da vivere, trovò più remunerativo produrre stampe e caricature. Fu attento alle esigenze del mercato, ma fermo nella sua antipatia per Napoleone e per i radicali politici interni della Gran Bretagna, inclusi, ad esempio, i membri della Società Corrispondente di Londra e della Società degli amici del Popolo. Lui e James Gillray svilupparono la figura di John Bull, la rappresentazione nazionalistica di un solido proprietario terriero britannico. Il suo Olympic games or John Bull introducing his new ambassador to the grand consul (I giochi olimpici o John Bull presenta il suo nuovo ambasciatore al gran console, 1803) e Boney at Brussells (Boney a Bruxelles, sempre 1803) contrappongono un'implicita capitolazione europea e la sfida britannica sotto la minaccia dell'invasione napoleonica.
Verso l'inizio della sua fama nel 1789, Cruikshank produsse parecchi acquerelli adattati dai suoi disegni precedenti, e fu anche in esposizione alla Royal Academy. L'editore John Roach era un suo amico e mecenate. Cruikshank in seguito lavorò con gli stampatori S. W. Fores e Johnny Fairburn. Collaborò anche con l'umorista e caricaturista dilettante G. M. Woodward e, in seguito, con suo figlio George. (Vedi anche Gabriel Shear Tregear.) Fece anche incisioni all'acquaforte e disegni per i biglietti della lotteria e per le testate delle canzoni degli spartiti musicali.
Cruikshank morì di avvelenamento da alcol all'età di cinquantacinque anni come risultato di una gara di bevute. È sepolto vicino alla sua casa a Londra.

## Importanza delle caricature durante l'era di Isaac Cruikshank
Durante la fine del XVIII secolo, vi fu un'enorme quantità di propaganda a causa dei cambiamenti di potere in Europa, il principale essendo la Rivoluzione francese. Anche la monarchia britannica stava venendo fortemente criticata per la sua dissolutezza durante questo periodo, contrassegnato da debiti e difficoltà economiche. La caricatura politica e la satira grafica divenne un importante sbocco perché la propaganda di massa potesse esprimere punti di vista in concorrenza tra loro sulle questioni politiche ed economiche. La rivoluzione innescò anche sentimenti ed espressioni di patriottismo verso i paesi d'origine degli artisti, che essi dipingevano gettando una luce grottesca sui nemici dei loro paesi.
Isaac Cruikshank, James Gillray e Thomas Rowlandson furono considerati i caricaturisti dominanti durante questo periodo e produssero molti schizzi e disegni popolari da pubblicare per i cittadini. Gli stili e gli argomenti distinti adottati da questi tre eminenti artisti li resero degni di nota e diffusi anche in Europa, sebbene essi non producessero solo opere originali, ma adattassero e cambiassero anche immagini di artisti minori. I tre artisti furono talvolta considerati rivali poiché le loro idee presero spesso diverse posizioni e angolazioni sulle questioni, malgrado a volte collaborassero sulle opere. Un tema comune nelle opere di tutti e tre gli artisti era il ritratto dell'ingordigia e del cannibalismo per rappresentare lo sfruttamento della monarchia infiammato dagli effetti della Rivoluzione francese. Questi artisti, tuttavia, stavano tutti pubblicando la loro opera in Gran Bretagna, poiché in Francia le leggi della censura erano a un livello massimo mai raggiunto.
Nel 1803, dopo che i francesi dichiararono guerra alla Gran Bretagna, numerose stampe patriottiche risultarono focalizzate sul tentativo di dare sostegno e vigore al fronte nazionale britannico. Cruikshank fu uno dei primi a illustrare Napoleone in chiave non realistica e anzi satanica nella sua opera Buonaparte at Rome Giving Audience in State (Buonaparte a Roma che dà udienza allo Stato, 1797). Nel 1809, Cruikshank creò French Generals Receiving an English Charge (Generali francesi che ricevono una carica inglese) che attaccava in gran parte il principe Federico, duca di York per le sue scandalose relazioni con Mary Anne Clarke durante il periodo.

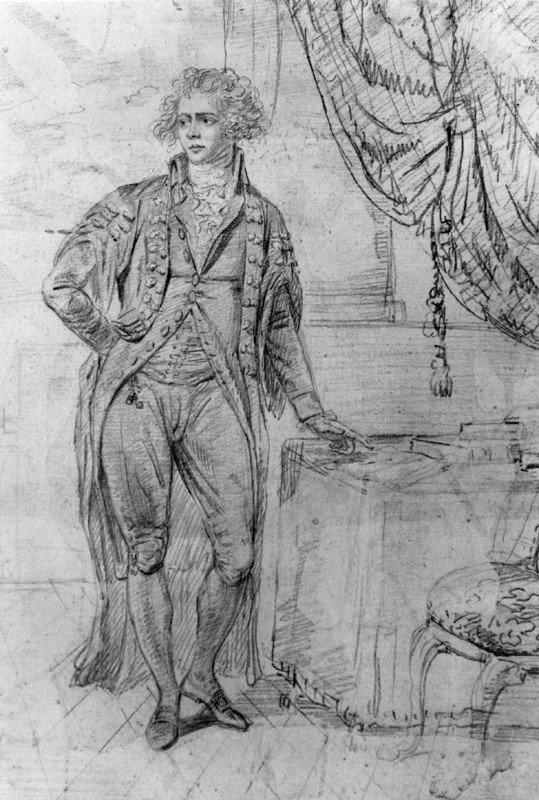
Schizzo a matita di William Pitt il Giovane, di Cruikshank, datato 1789–1790.

## Retaggio
Contemporaneo di James Gillray e Thomas Rowlandson, Cruikshank faceva parte di quella che è stata chiamata "l'età d'oro della caricaturea britannica" ("the Golden Age of British Caricature"). Alcuni hanno definito la sua opera "diseguale", ma al suo meglio essa fornì una vivace comprensione delle preoccupazioni culturali e politiche dei Britannici durante i decenni alla svolta del XIX secolo. Cruikshank era un avido e abile acquerellista, e aveva un "acuto senso dell'umorismo", sebbene le sue realizzazioni durante la sua breve vita abbiano sofferto per i maggiori successi e per la più lunga carriera del suo dotato figlio."
Si crede che vi siano almeno 345 stampe create da Isaac Cruikshank tra il 1793 e il 1800 che sono nella collezione del British Museum. E. B. Crumbier creò un catalogo di circa 1.350 immagini che Cruikshank produsse nella sua vita. Anche nella Huntington Library, California, vi è una collezione dei suoi disegni ad acquerello.

## Galleria d'immagini

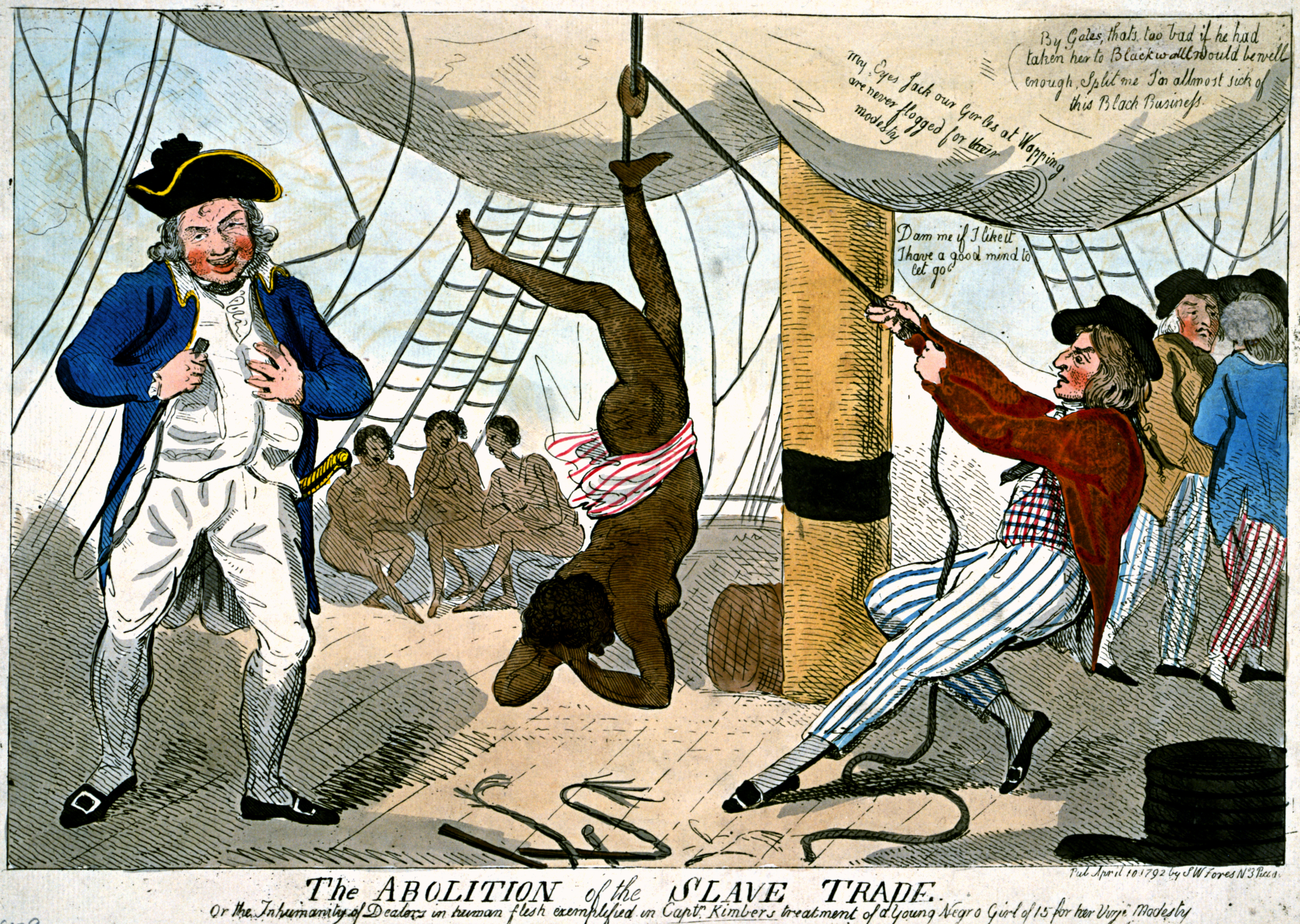
L'abolizione del commercio degli schiavi (1792), raffigurazione di Cruikshank del presunto omicidio di una giovane schiava di John Kimber, pubblicato il 10 aprile 1792.
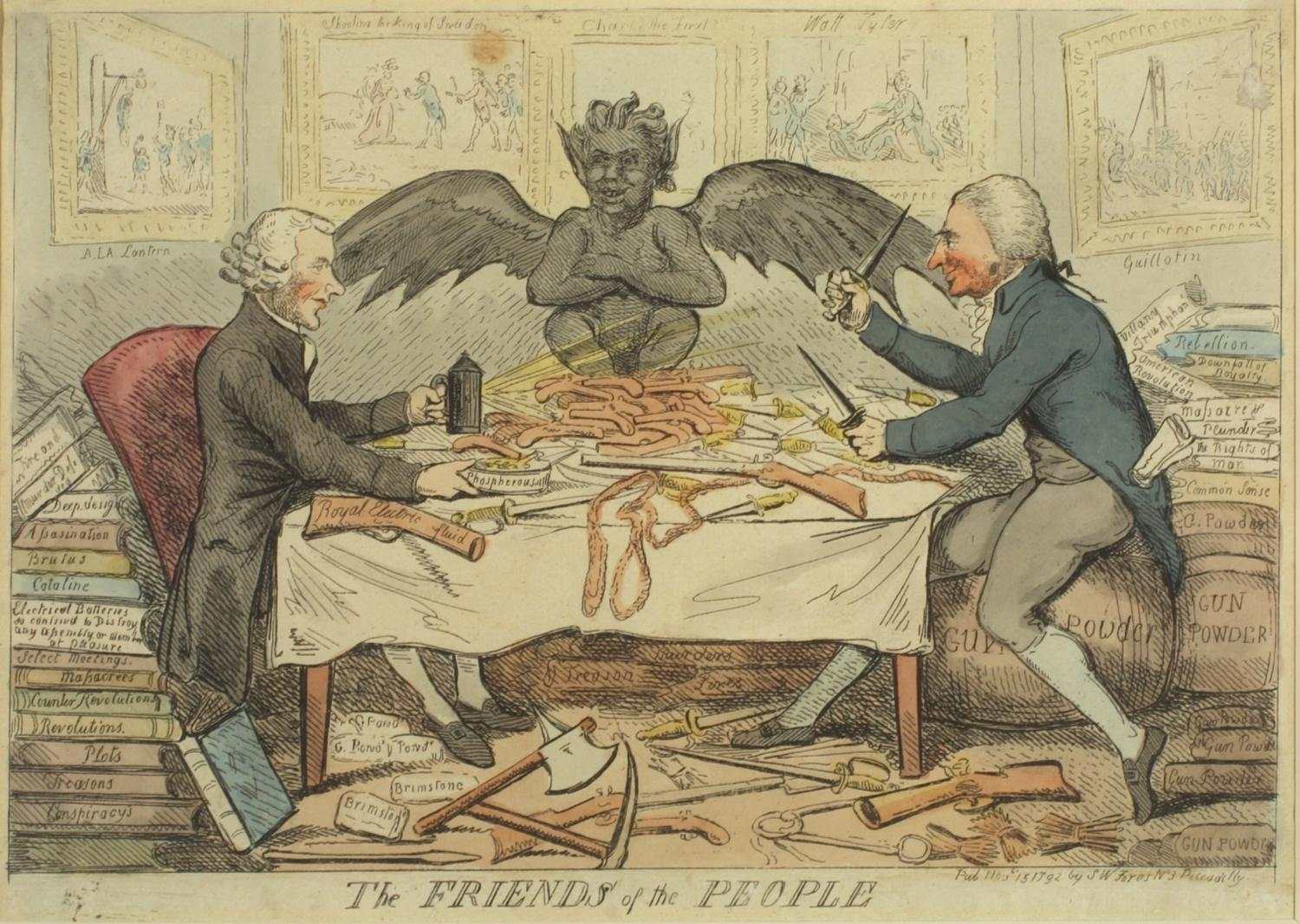
Gli Amici del Popolo, 15 novembre 1792, che fa la caricatura di Joseph Priestley e Thomas Paine (Chemical Heritage Foundation Museum).
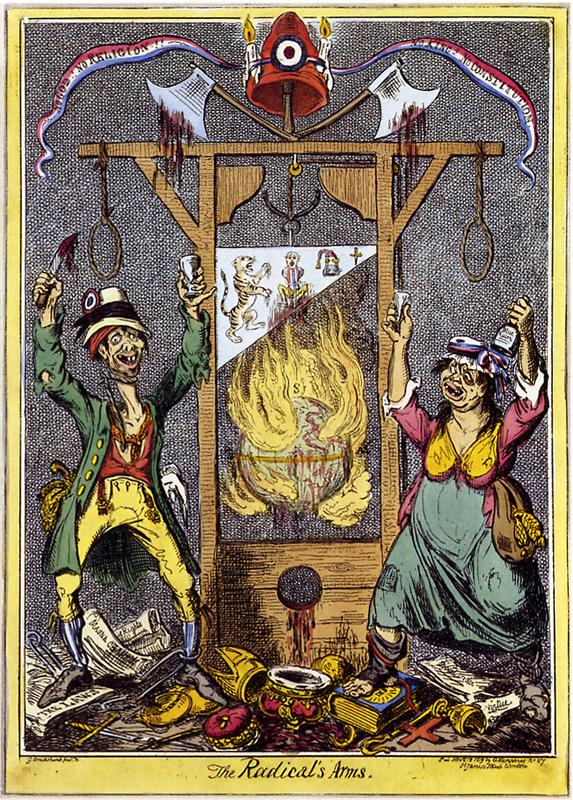
Le Braccia del Radicale. Cruikshank usò la ghigliottina come simbolo dei violenti eccessi francesi durante il Regime del Terrore negli anni 1790, quando decine di migliaia di oppositori politici furono giustiziati.
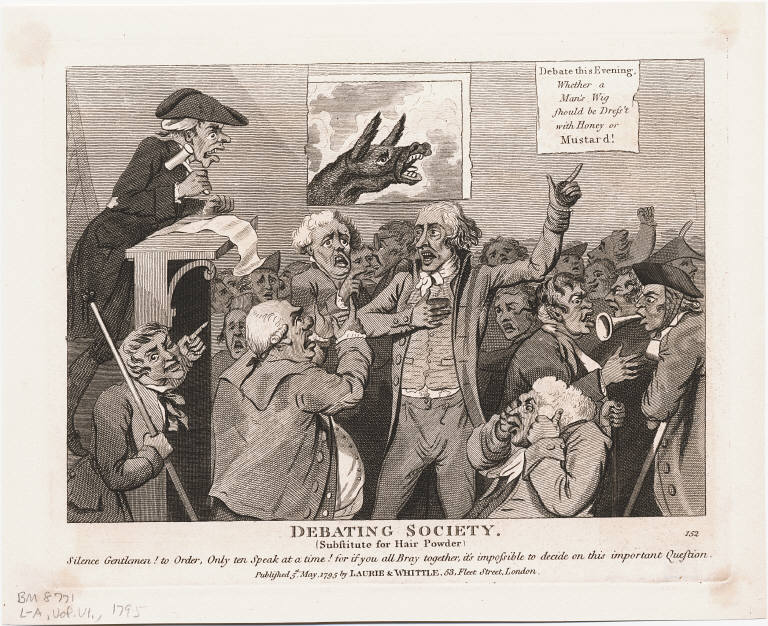
Isaac Cruikshank, Società di dibattiti (Sostituto della cipria per capelli). Londra: pubblicato da Laurie & Whittle, 5 maggio 1795. Un riferimento alla nuova tassa sulla cipria per capelli di William Pitt il Giovane.
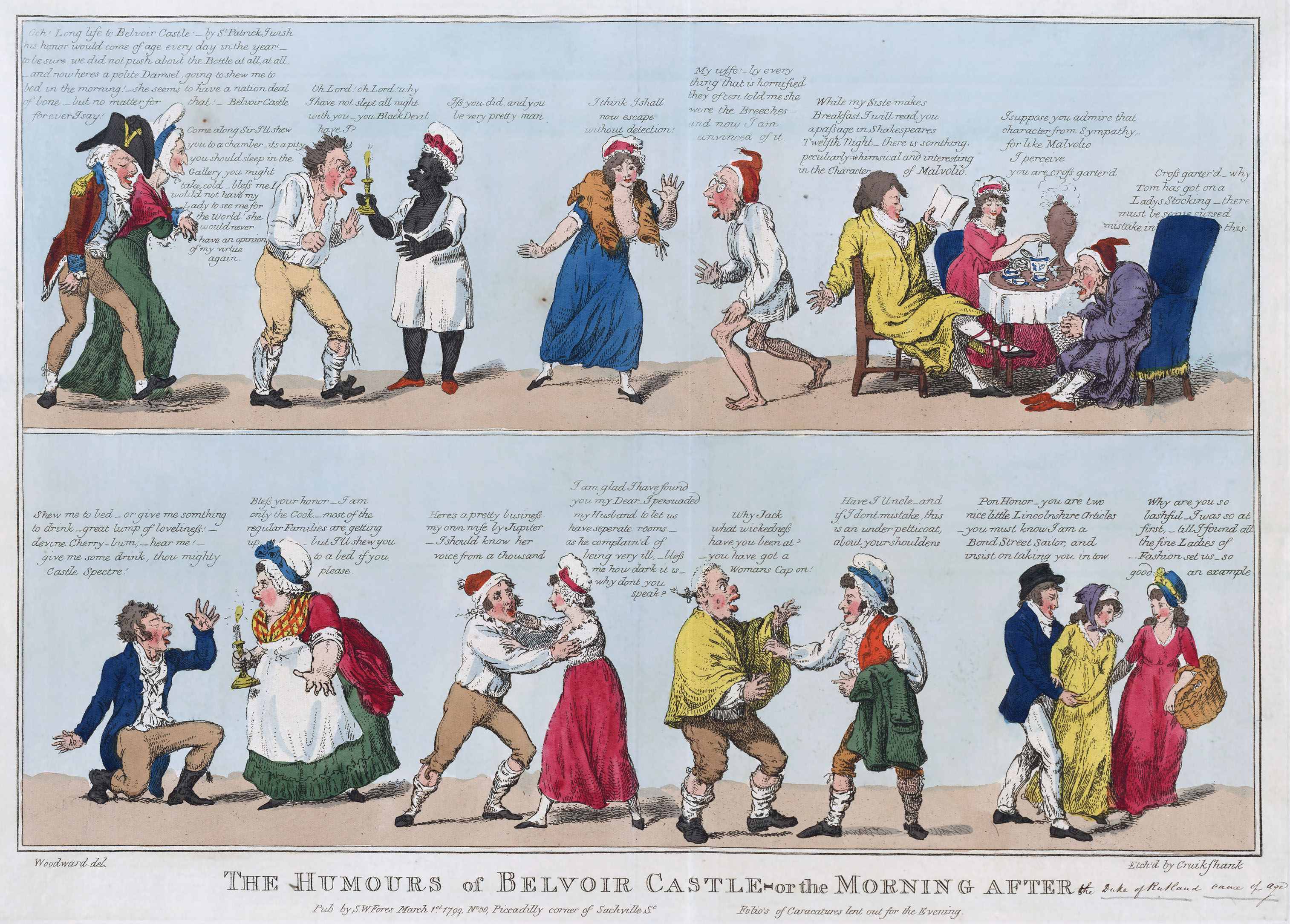
Gli Umori di Belvoir Castle o la Mattina Dopo, un'incisione inglese con una caricatura del 1º marzo 1799 che mostra i postumi di una notte di dissolutezze delle classi superiori in una grande villa signorile, che segna la celebrazione del raggiungimento della maggiore età da parte del proprietario.
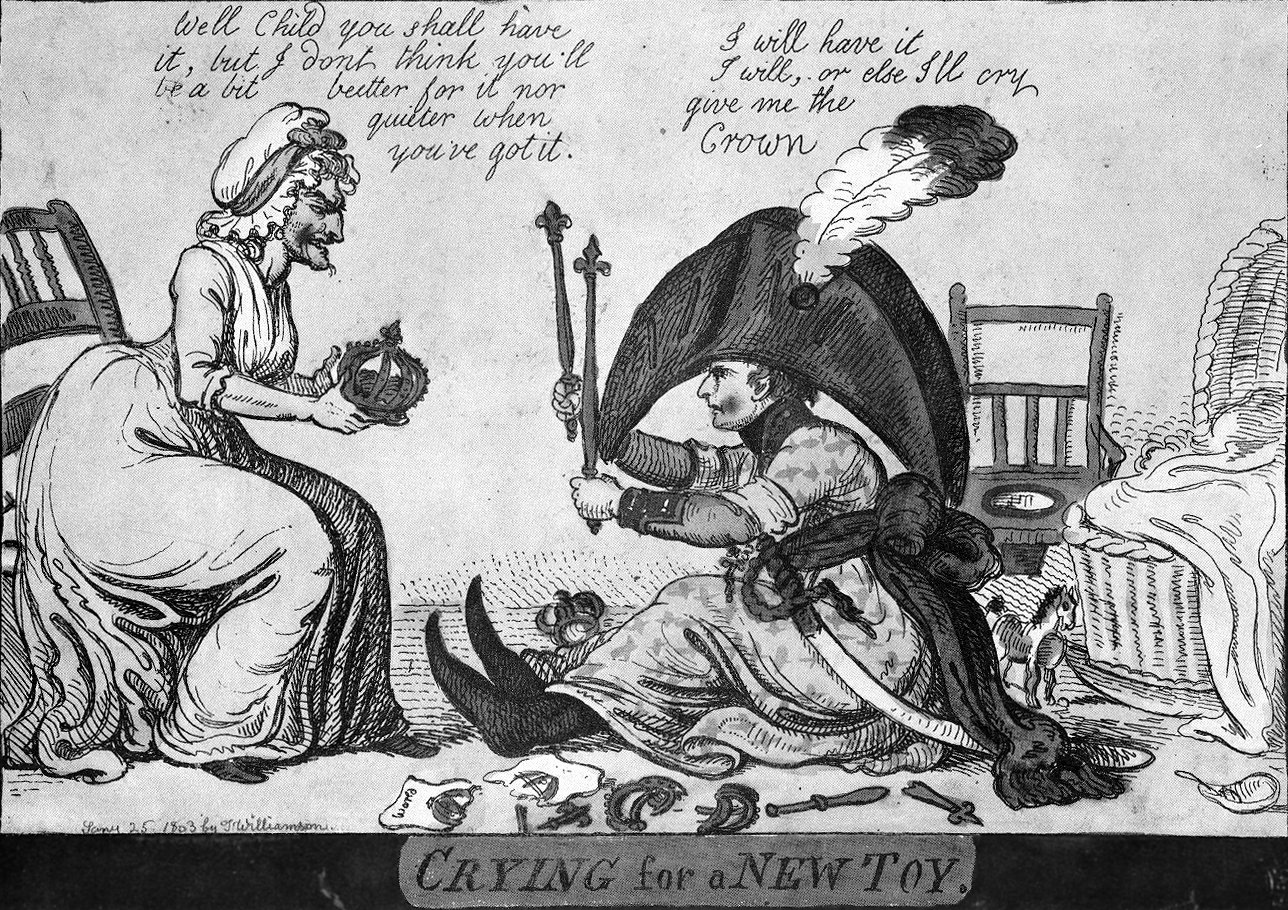
Piangendo per un nuovo giocattolo, una caricatura di Napoleone attribuita a Cruikshank (1803).